# Бански дол
Бански дол (на сръбски: Бански дол, до 2008 г. - Бањски Дол или Banjski Dol) е село в Западните покрайнини, община Цариброд, Пиротски окръг, Сърбия. Селото е с население от 19 души. През 1991 година то е брояло 45 жители.

## География
Селото е разположено на около 12 километра от Цариброд, в южна-югозападна посока. Намира се в историко-географската област Бурел. Землището му граничи със землищата на селата Барйе, Било, Поганово, Власи, Държина, Планиница (Българска и Сръбска) и Грапа.
Бански дол е село е от разпръснат тип. Махалите на селото са: Беженци (Сливска), Белинци, Виряновци, Вълковиинци (Льепур), Гройкье, Дел и Клюцинци (Росулье). Най-големи са махалите Клюцинци и Гройкье. Други са обезлюдени.

## История
Смята се, че първоначално селото е било от сбит тип и се е намирало в местността Село, недалеч от гробищата. Пътят от Пирот за Трън е преминавал през сегашните махали Гройкье, Беженци и Ключинци. След края на османската власт местните жители са напуснали Село и са се разселили в различни краища на землището.
Селото е отбелязано в османо-турски регистър от 1447-1489 година под името Баничка дол, в нахията Знепол, с 16 домакинства и една вдовица. Приходът е 1386 акчета. Тимар е на Милко, преди когото е тимар на Радивой. След смъртта на Милко през 1448 година е прехвърлено на брат му Стоян.
В съкратен регистър на Пиротския кадилък от 1530 г. Банин дол е отбелязано като село в каза Шехир кьой, султански хас, с шест бащини. В османски данъчни регистри на немюсюлманското население от 1623-1624 година е отбелязано, че Бански дол има 7 джизие ханета (домакинства).